# 레이디 버드 존슨
클라우디아 알타 "레이디 버드" 존슨(혼전성 테일러(Taylor), 영어: Claudia
Alta "Lady Bird" Johnson, 1912년 12월 22일 ~ 2007년 7월 11일)은 미국의 제36대 대통령인 린든 B. 존슨의 부인이다.

## 생애
텍사스주의 부유한 농가에서 태어났으며, 본명은 클로디아 앨타 테일러(Claudia Alta Taylor)이다. 어릴 적부터 버드(Bird)라는 애칭을 얻었으며, 이 애칭을 널리 사용하였다. 1934년 젊은 정치인인 린든 B. 존슨과 결혼하였고, 정치인의 아내로서 내조하면서 여러 사업에 관여하여 재산을 모으기도 하였다. 1960년 남편 린든 B. 존슨이 제37대 부통령에 당선되어 1961년부터 미국의 세컨드 레이디가 되었고, 1963년 존 F. 케네디 대통령이 암살되어 남편이 대통령직을 승계하게 되면서 미국의 영부인이 되었다. 남편의 대통령 재직 기간 중 그는 자연보호 운동에 앞장섰으며, 특히 고속도로 미화 법안이 의회를 통과하는 데 크게 기여하여, 그 법은 ‘레이디 버드 법’으로 불리게 되었다. 1969년 남편의 퇴임과 함께 고향 텍사스주로 돌아갔으며, 1973년 남편의 사망 후에도 환경 운동에 적극적으로 참여하였고, 그 공로로 최고의 훈장인 대통령 자유메달을 받았다. 2007년 건강이 악화되어 향년 94세로 세상을 떠났다.